# Bollhusgränd

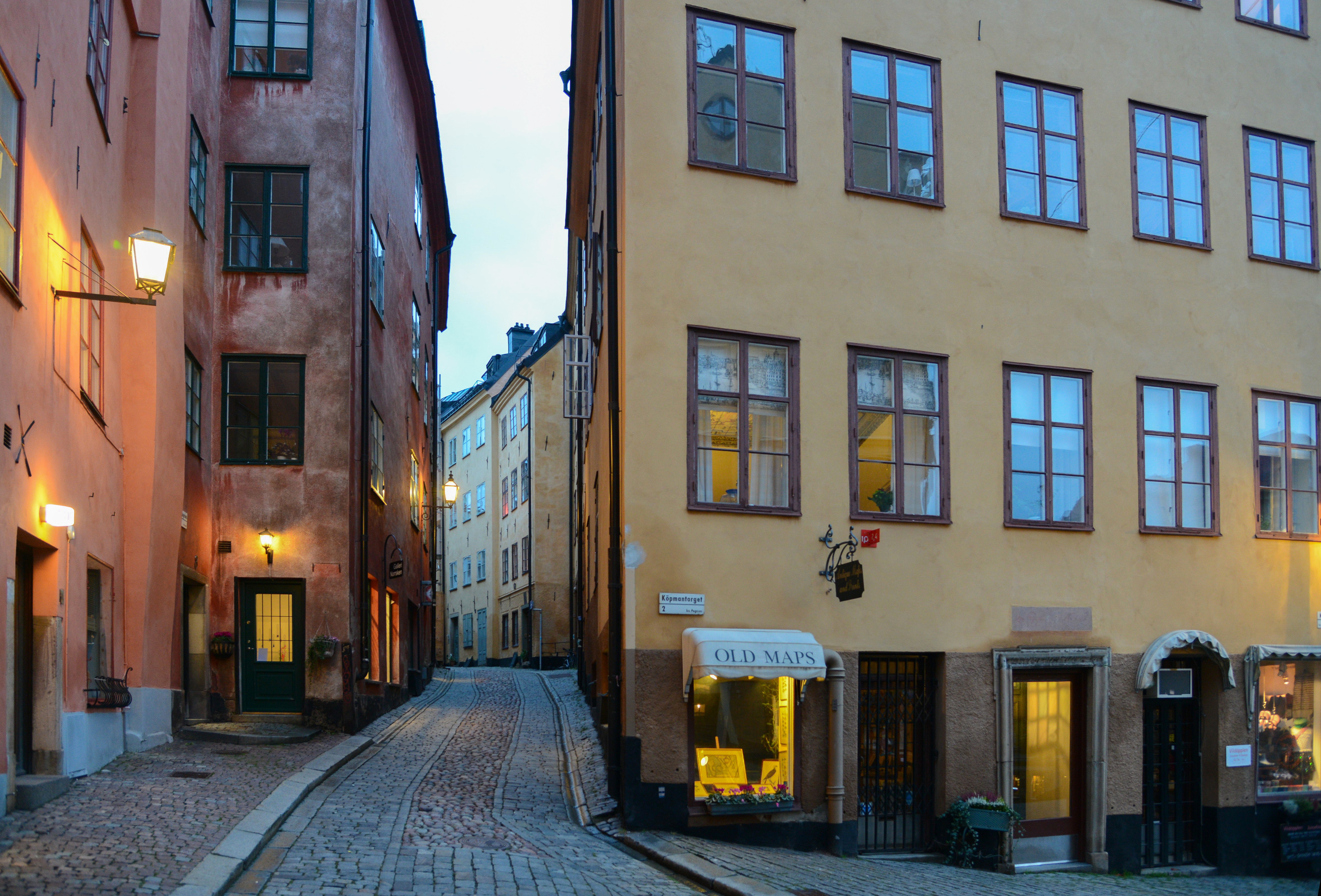
Bollhusgränd mot norr från Köpmantorg.

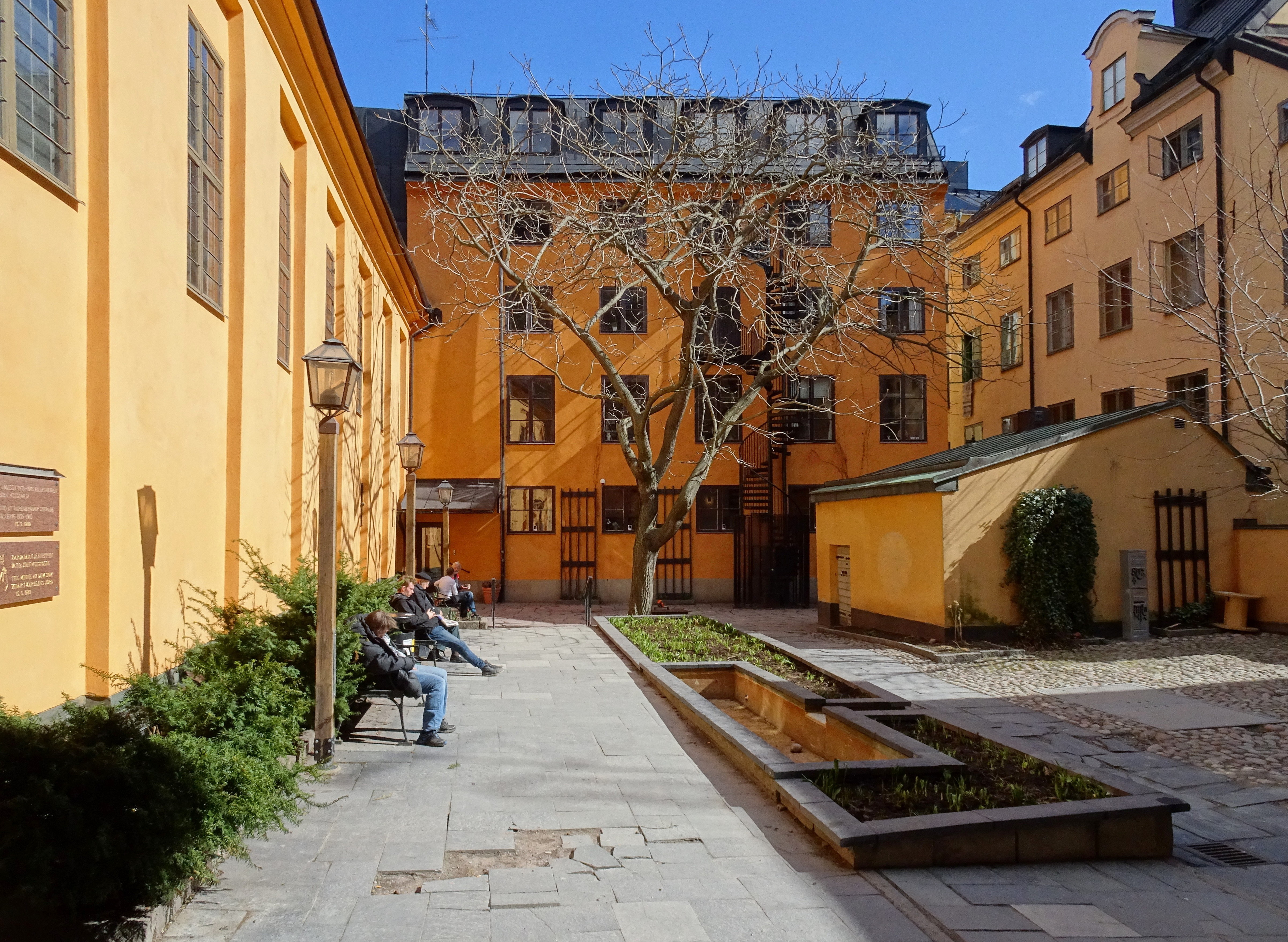
Bollhustäppan april 2016.

Bollhusgränd är en gränd i Gamla stan i Stockholm, som sträcker sig från Slottsbacken i norr till Köpmantorget i söder. Bollhustäppan är en liten park som består av den öppna gården söder om Finska kyrkan intill Trädgårdsgatan.

## Historik
Bollhusgränd och Bollhustäppan fick sina namn efter Stora Bollhuset och Lilla Bollhuset som fanns vid Slottsbacken på 1700-talet. Stora Bollhuset revs 1792, men lilla Bollhuset finns kvar och är sedan 1725 församlingskyrka inom Finska församlingen. I bollhus spelades real tennis eller spelades teater. 
Bollhusgränd omnämns redan 1689 som Boll huus Gränden, medan Bollhustäppan är betydligt yngre, den kom till genom rivningar på 1960-talet och fick sitt namn 1970. Under 1600-talets första hälft och in på 1700-talet kallades gränden även för Donat Apotechares grend (1648). Med apotekaren avsågs Donatius Deutschman (eller Teutzman) som var apotekare vid hovet och bosatt i hörnhuset i kvarteret Pegasus vid nuvarande Köpmantorget.